# Gary Clark Jr.
Gary Lee Clark Jr. (Austin, 15 de febrero de 1984), más conocido por su nombre artístico Gary Clark Jr., es un guitarrista y actor estadounidense.
Descrito como el futuro del blues del Texas, Clark ha compartido escenario con numerosas leyendas del rock and roll. Ha declarado que está "influido por el blues, el jazz, el soul, la música de orígenes afroamericanos, así como por el 'hip hop". Clark tiene un estilo musical único y particular, el sonido de su guitarra es distorsionado, mientras su estilo vocal es mórbido e intenso.

## Carrera
Gary Clark Jr.  empezó a tocar la guitarra a la edad de doce años. Nacido y crecido en Austin, hacía pequeños conciertos durante toda su adolescencia, hasta que encontró al promotor Clifford Antone, propietario del Antone Music Club, de Austin. Éste local fue el trampolín de lanzamiento para que Jimmie y Stevie Ray Vaughan redefinieran el blues de su tiempo. Poco después del encuentro con Clifford, Clark comenzó a colaborar con una serie de iconos musicales, entre los que estaba Jimmie Vaughan. Éste y otros de la comunidad musical de Austin ayudaron a Clark a lo largo de su recorrido musical, facilitando su ascenso en el rock & roll de la escena musical de Texas. Su música demuestra cómo el blues ha influido prácticamente en toda la música del siglo pasado, del hip- hop al country.
La revista Rolling Stone ha reconocido a Clark como "Best Young Gun" en el su número de abril de 2011, "Best of Rock".
Gary Clark ha cantado el bonus track " I Want You Back " de The Jackson 5, en el álbum de Sheryl Crow "100 Miles from Memphis".
Más recientemente [¿cuándo?], ha grabado con Alicia Keys  dos temas en Nueva York, NY[cita requerida]. Coescribió la canción Fire We Make junto a Alicia Keys, Andrew Wansel y Warren Felder para el álbum Girl on Fire de aquella en 2012.
Clark también colaboró con Foo Fighters tocando la guitarra en su álbum Sonic Highways, grabado en 2014 en estudios de grabación de ocho ciudades diferentes de USA (Chicago, Washington D. C., Nashville, Austin, Los Ángeles, Nueva Orleans, Seattle y Nueva York). Trabajó con los Foo Fighters en la pista "What Did I Do? / God as My Witness" grabada en el estudio de grabación KLRU-TV Studio 6A de Austin, Texas.
Su último álbum, The Story Of Sonny Boy Slim, fue publicado el 11 de septiembre de 2015.

## Apariciones en vivo
Clark participó en el Crossroads Guitar Festival de 2010, acontecimiento organizado por Eric Clapton, junto con B.B King, Buddy Guy, Steve Winwood, John Mayer, Sheryl Crow, Jeff Beck y ZZ Top. Se ha unido a Doyle Bramhall y Sheryl Crow sobre el escenario para sus actuaciones con Eric Clapton, y ha cantado algunos temas suyos inéditos, como "Dont'Owe You A Thing", banda sonora del célebre juego Need For Speed.
En junio de 2011, Clark actuó en el Bonnaroo Music & Art Festival de Mánchester, Tennessee, en el local Miller Lite On Tap Lounge. El 10 de junio de 2012, una vez más toca en el Bonnaroo y su actuación fue transmitida en directo, en línea, por medio del canal Bonnaroo MusicFest de YouTube.
En febrero de 2012, Clark participó junto con leyendas del blues en el acontecimiento Red, White and Blues en la Casa Blanca. El evento, transmitido por PBS, también incluyó a B.B. King, Mick Jagger, Jeff Beck y Buddy Guy, entre otros. Clark interpretó "Catfish Blues" e "In the Evening (When the Sun Goes Down)", además de contribuir a las interpretaciones de "Let the Good Times Roll", "Beat Up Old Guitar", "Five Long Years" y "Sweet Home Chicago".
En junio de 2012, Clark colabora con la Dave Matthews Band tocando "Imposible Stop" y " All Along the Watchtower " en Virginia Beach e Indianápolis.
El 21 y 22 de octubre de 2012, abrió el concierto Bridge School Benefit, Bridge XXVI.
El 8 de diciembre de 2012, Clark apareció en un concierto de los Rolling Stones de su tour del 50 ° aniversario, en el Centro de Barclay en Brooklyn, NY, para tocar el tema " Going Down " con la banda. El 15 de diciembre de 2012 se unió a ellos sobre el escenario de nuevo, para tocar la misma canción, junto con John Mayer, durante la última fecha del mini-tour de los Stones en el Prudential Center de Newark, NJ.
El 13 de mayo de 2013, Clark abrió para Eric Clapton & His Band en el LG Arena, Birmingham, Inglaterra. Muchos de los espectadores sintieron que "robó" el programa de la noche, con Clapton siendo castigado por muchos por no estar comprometido con su audiencia.
El 12 de junio de 2013, actuó como invitado con los Rolling Stones en el Boston TD Garden. Clark se unió a los Stones para tocar el tema de Freddie King ' Going Down '.
El 30 de junio de 2013, Clark apareció sobre el escenario Avalon en el Festival de Glastonbury. Su actuación fue calificada "la prestación más electrizante del festival", batiendo a la aparición de los Rolling Stones (la noche precedente), que quedó en segundo lugar '.
El 25 de octubre de 2013, participó en el espectáculo musical británico Later ... con Jools Holland.
El 9 de febrero de 2014, Clark interpretó la canción de The Beatles "While My Guitar Gently Weeps", junto con Dave Grohl y Joe Walsh para "The Beatles: la noche que cambió a América".
El 16 de febrero de 2014 Clark tocó durante el intermedio del NBA Allstar Game con Trombone Shorty, Earth Wind and Fire, Dr. John y Janelle Monae.
El 29 de mayo de 2014, Gary Clark Jr actuó en solitario en Rock In Rio en Lisboa. Después fue invitado a participar en una de las canciones de la legendaria banda The Rolling Stones durante este día del festival.
Clark interpretó la guitarra como invitado en un episodio del programa de la televisión por cable PBS, Austin City Limits (ACL), con la banda "Foo Fighters", que salió al aire el 7 de febrero de 2015. Él y los Foo Fighters fueron acompañados, por otro guitarrista invitado, Jimmie Vaughan, natural de Dallas, TX.
El 16 de febrero de 2015 Clark interpretó junto con Beyoncé y Ed Sheeran en un tributo a Stevie Wonder en el Grammy-Sponsered tribute, Songs in the Key of Life An All Star (Grammy Salute 2015).
El 24 de mayo de 2015, Clark abrió para los Rolling Stones en Petco Park en San Diego. 
El 4 de julio de 2015, tocó como parte de la banda para el concierto del 20 aniversario de Foo Fighters en el estadio de RFK en Washington D. C.
En julio de 2015 ha abierto el concierto de Lenny Kravitz en el Festival de verano de Lucca, en Italia.
El 26 de junio de 2016, actuó en el escenario West Holts Stage, en el Festival de Glastonbury, Reino Unido.
El 8 de julio de 2016 se presentó en Preferred One Stage en la Basílica Block Party en Minneapolis, Minnesota.
El 3 de octubre del 2024 se presentó en México, abriendo el escenario para Eric Clapton

## Cine y televisión
- Clark. protagonizó junto a Danny Glover, Stacy Keach y Charles Dutton la película de 2007 de John Sayles, Honeydripper.[31][32]
- En 2010, Clark y su banda aparecieron tocando en un episodio de la aclamada serie de televisión Friday Night Lights.[33]
- La canción "Do not Owe You a Thang" se reproduce en la serie de TV de Clint Eastwood "Trouble with the Curve and Longmire".
- Su canción "Bright Lights" se puede escuchar en un anuncio de 2011 de Jack Daniel's, así como en el videojuego de 2012 Max Payne 3. También se ha utilizado en la banda sonora de Stand Up Guys, en la escena final de tiroteo. Esta canción también se usó en el episodio "High Moon" de la serie de USA Network, Suits. Asimismo apareció en la serie House of Lies de Showtime en el episodio "Gods of Dangerous Financial Instruments".
- Clark aparece con su banda interpretando "Travis County" y "When My Train Pulls In" en la película de 2014 Jon Favreau Chef.
- "Ain't Messin 'Round" apareció en la película Identity Thief de 2013.[32]
- Clark apareció en la película Miles Ahead como parte de la banda de Miles Davis.[32]
- Gary Clark Jr. aparece en el capítulo 2 de la segunda temporada de "Luke Cage", tocando dos temas en vivo.
- Clark tiene una aparición especial en la película de 2023 Sweetwater.[34]

## Premios y reconocimientos
- Kirk Watson, el Alcalde de Austin, proclamó el 3 de mayo de 2001 como el Día de Gary Clark Jr., tenía diecisiete años en ese momento.[35][36][37]
- Clark ha ganado el Austin Music Award de Mejor Blues y Guitarrista Eléctrico, en tres ocasiones diferentes.[8]
- Clark fue el artista sobresaliente de la revista SPIN durante el mes de noviembre de 2011.[38]
- La revista Rolling Stone clasificó al EP Bright Lights de Clark, en el número 40 de la lista de sus 50 mejores álbumes de 2011.[39]
- Kirk Hammett de Metallica presentó a Clark en escena antes de su actuación en el Festival Orion en Atlantic City, Nueva Jersey.
- Durante por sus actuaciones en festivales como Coachella, JazzFest, Memphis Beale St., Hangout, High Sierra, Sasquatch, Jam Mountain, Wakarusa, Bonnaroo, Bosque Eléctrico, Hard Rock Calling, Festival Folclórico de Newport, Orion Music Festival, Osheaga, Lollapalooza y ACL Music Festival, Clark fue galardonado con el premio Golden Corndog de la revista SPIN por su actuación en los festivales de música más importantes de América del Norte en 2012, más que cualquier otro músico del planeta.[40]
- Clark logró los 31 premios anuales Austin Music Awards para 2012-2013,  y obtuvo los siguientes premios: Band of the Year, Músico del Año, Canción del Año - "Is not Messin Round" (de Blak y Blu) , Álbum del Año - Blak y Blu, Guitarrista Eléctrico del Año, Cantautor del Año, Artista Blues / Soul / Funk del Año, Vocalista Masculino del Año.
- Clark fue nominado para el premio Grammy a la Mejor Canción de Rock en 2013 por su canción "Is not Messin Round". El 26 de enero de 2014, Clark ganó el Grammy Award a la Mejor Interpretación Tradicional de R & B en la 56 ceremonia anual de los Grammy Awards por su canción "Please Come Home".

En 2014 y 2015, Clark ganó un Blues Music Award en la categoría 'Artista Masculino Contemporáneo Blues del Año'.

## Instrumentos
Clark utiliza las guitarras eléctricas Epiphone Casino, Gibson ES-330, Gibson SG y Fender Telecaster y las guitarras acústicas Epiphone Masterbilt y Gibson Hummingbird.
Utiliza cuerdas .011-.049 D'Addario Strings EXL 115.
Clark utiliza un amplificador Fender Vibro-King comprado a Zapata que actualmente viaja con él y toca la guitarra rítmica.

## Obras Benéficas
Clark intervino en beneficio de Keep a Child Alive Black Ball de Alicia Keys, en un esfuerzo por recaudar dinero para niños con sida en África. Los dos interpretaron la canción de The Beatles "While My Guitar Gently Weeps" como un homenaje a George Harrison.

## Vida personal
El 5 de noviembre de 2014, se anunció que Clark Jr. está comprometido con su novia la modelo Nicole Trunfio. El 11 de enero de 2015, la pareja dio la bienvenida a su hijo Zion. El 15 de enero de 2018 tuvieron una hija, Gia “Gigi” Leblane Clark. El 21 de febrero de 2020 nació su tercer hijo, una niña llamada Ella Wolf.

## Discografía

### Álbumes de estudio
- 2004 - 110
- 2008 - Worry No More
- 2012 - Blak and Blu
- 2014 - Live
- 2015 - The story of Sonny Boy Slim
- 2019 - This land
- 2024 - JPEG Raw

### EPs
- 2010 - Gary Clark Jr. EP
- 2011 - The Bright Lights EP
- 2012 - Gary Clark Jr. Presents Hotwire Unlimited Raw Cuts Vol. 1
- 2012 - The Bright Lights EP Australian Tour Edition
- 2013 - Gary Clark Jr. Presents Hotwire Unlimited Raw Cuts Vol. 2